# Serghei Berinski
Serghei Berinski (în rusă Сергей Беринский; n. 14 aprilie 1946, Căușeni, URSS – d. 12 martie 1998, Moscova, Rusia) a fost un evreu moldovean, compozitor, muzicolog și critic muzical sovietic și rus.  

## Biografie
S-a născut în orașul Căușeni din RSS Moldovenească (URSS). Și-a petrecut copilăria la Chișinău, din 1955 a studiat la școala de muzică din Stalino la clasa de vioară, din 1970 la Institutul Pedagogic de Muzică de Stat din Moscova.
După absolvirea institutului, a decis să nu se mai întoarcă în Moldova și a rămas să locuiască la Moscova, lucrând în principal ca profesor de muzică și compozitor. A lucrat în domeniul cinematografiei, a scris muzică pentru filmele „Acestea sunt minuni” (Вот такие чудеса), „O vrabie pe gheață” (Воробей на льду) „Comorile schitului”, (Сокровища Эрмитажа) „Zonele Senit”, „Croitorul doamnelor” (Дамский портной) etc.
A fost, de asemenea, angajat în jurnalism muzical, a predat. În 1987 a organizat un club de muzică la Moscova, al cărui obiectiv principal era să creeze un „laborator de creativitate pentru muzica din toate genurile”. În același timp, a condus un seminar pentru tinerii compozitori la Casa de Creativitate din Ivanovo și a publciat o rubrică regulată în revista Academiei Muzicale.
Clubul muzical al lui Berinski a continuat să funcționeze chiar și după moartea fondatorului său, până la începutul anilor 2010.
Fratele său, Lev Berinski (n. 1939), este un poet și traducător israelian în limbile rusă și idiș.